# Musumba
Musumba, auch Musumba Kekese, ist eine Stadt in der Demokratischen Republik Kongo.

## Allgemeines
Musumba liegt in der Provinz Lualaba im Siedlungsgebiet des Stammes der Lunda. Der Häuptling der Lunda mit dem Titel Mwant Yaav hat hier seinen traditionellen Sitz. Bis ins 19. Jahrhundert war der Ort Hauptstadt des Lunda-Reiches.

## Bildung und Kultur
Für die Musik der Lunda, die auch in Sambia und Angola leben, ist Musumba das Zentrum, in dem die meisten CDs ihrer Musik produziert werden.
Die Stadt ist Sitz eines von den Methodisten unterhaltenen Instituts für die Lehrerausbildung.

## Persönlichkeiten
Der am 27. Januar 2005 hier verstorbene Mwant Yaav Kawel II (eigentlich Thomas Tschombé) war der jüngere Bruder des bekanntesten Sohnes der Stadt, Moise Tschombé, ehemaliger Präsident Katangas und Ministerpräsident der Zentralregierung.